# رياض شراحيلي
رياض شراحيلي (بالإنجليزية: Riyadh Sharahili)‏؛ مواليد 28 أبريل 1993 في السعودية، هو لاعب كرة قدم سعودي يلعب في نادي نيوم وفي المنتخب السعودي الأول.وفي يوليو 2024 أنضم إلى نادي نيوم السعودي.

## مسيرة اللاعب
- كانت بداياته مع نادي النصر ولعب له في جميع الفئات السنية.
- في عام 2015 وقع مع نادي الفتح.
- انتقل إلى نادي الطائي في عام 2018.
- وقع مع نادي الفيصلي مطلع عام 2019.
- انتقل إلى نادي العدالة في صيف 2019.
- انتقل إلى نادي أبها في صيف 2020.
- اختير ضمن تشكيلة المنتخب السعودي الأول في كأس العالم 2022 في قطر.[3]
- انتقل إلى نادي الشباب في مطلع عام 2023.
- انتقل إلى نادي نيوم في صيف 2024.

## الحياة الشخصية
هو أخو اللاعب أحمد شراحيلي، وقريب اللاعبين: شايع شراحيلي وإبراهيم شراحيلي ومتعب شراحيلي.

## روابط خارجية
- رياض شراحيلي على موقع قاعدة بيانات كرة القدم.إي يو (الإنجليزية)
- رياض شراحيلي على موقع ناشيونال فوتبول تيمز (الإنجليزية)
- رياض شراحيلي على موقع Soccerway.com (الإنجليزية)
- رياض شراحيلي على موقع عالم كرة القدم.نت (الإنجليزية)
- رياض شراحيلي على موقع كووورة